# Charlie Weimers
Charlie Andreas Weimers (nascido em 12 de novembro de 1982) é político sueco e membro do Parlamento Europeu (MEP) da Suécia desde 2019. Ele é membro dos Democratas da Suécia, parte dos conservadores e reformistas europeus.

## Carreira
Weimers foi presidente dos Jovens Democratas Cristãos Suecos (Kristdemokratiska Ungdomsförbundet - KDU) 2008-2011. Ele foi eleito vice-presidente da Juventude do Partido Popular Europeu no 6º Congresso YEPP em Estocolmo, em maio de 2007.
Weimers nasceu em Karlstad e atualmente vive em Hammarö. Juntou-se aos democratas-cristãos e aos jovens democratas-cristãos em 1998. Ele serviu como presidente de distrito da KDU-Värmland de 2000 a 2001 e novamente de 2003 a 2004. Ele foi eleito para o conselho nacional da KDU em 2003. Ele perdeu uma disputa acirrada pela presidência do KDU em 2005 para Ella Bohlin, uma candidata mais centrista. Mais tarde, Weimers foi eleito primeiro vice-presidente do KDU na convenção nacional em 2005. Ele estudou pós-graduação no programa de ciência política da Universidade Karlstad.
Weimers foi eleito para o Conselho Municipal de Hammarö em 2002. Ele foi eleito novamente em 2006 e atualmente atua como líder do partido para os democratas-cristãos no conselho. Ele também é membro do Conselho Regional de Värmland desde 2006.
Ele foi eleito presidente do KDU em 2008.
Após as eleições gerais de 2010, Hammarö mudou a maioria de uma regra socialista para uma verde-azulada, composta por cinco partidos (Moderados, Partido dos Povos Liberais, Partido Central, Partido Verde e Democratas-Cristãos), tornando-o vice-prefeito de Hammarö em Weimers. Por isso, Weimers declarou em janeiro de 2011 que renunciaria em junho de 2011, o que fez.
Em 6 de setembro de 2018, Weimers se juntou aos democratas da Suécia. Seu motivo declarado para deixar a KD para SD foi o seguinte: "A Suécia precisa de uma política de migração responsável ... e a SD é a única parte que defende isso". Ao mesmo tempo, ele foi expulso dos democratas-cristãos.
Nas eleições de maio de 2019 para o Parlamento Europeu, Weimers foi eleito com cerca de 30.000 votos pessoais. Durante a campanha, ele destacou o aumento proposto em 40% da contribuição sueca para o orçamento da UE e instou o gabinete de Löfven II a vetar o aumento proposto.

Weimers é membro do Comitê de Relações Exteriores do Parlamento Europeu e da Delegação ao Iraque e membro suplente do Comitê de Liberdades Cívicas, Justiça e Assuntos Internos e Delegação aos EUA. .